# Amstelland Panthers 2013
Questa voce raccoglie le informazioni riguardanti gli Amstelland Panthers nelle competizioni ufficiali della stagione 2013.

## Eredivisie 2013

### Stagione regolare
| 24 febbraio 2013 1ª giornata | Alphen Eagles | 7 – 13 (0-0 0-7 0-0 7-6) | Amstelland Panthers |  |

| 10 marzo 2013 2ª giornata | Amstelland Panthers | 21 – 18 | Arnhem Falcons |  |

| 24 marzo 2013 4ª giornata | Amstelland Panthers | 0 – 20 | Amsterdam Crusaders |  |

| 7 aprile 2013 5ª giornata | Amstelland Panthers | 22 – 36 | Alphen Eagles |  |

| 21 aprile 2013 6ª giornata | Amstelland Panthers | 32 – 2 | Nijmegen Pirates |  |

| 5 maggio 2013 8ª giornata | Arnhem Falcons | 36 – 42 | Amstelland Panthers |  |

| 26 maggio 2013 11ª giornata | Lelystad Commanders | 24 – 25 | Amstelland Panthers |  |

| 9 giugno 2013 13ª giornata | Nijmegen Pirates | 12 – 20 | Amstelland Panthers |  |

### Playoff
| 23 giugno 2013 Semifinale | Amsterdam Crusaders | 27 – 20 | Amstelland Panthers |  |

## Statistiche di squadra
| Competizione           | %Vittorie | In casa | In casa | In casa | In casa | In casa | In casa | In trasferta | In trasferta | In trasferta | In trasferta | In trasferta | In trasferta | Totale | Totale | Totale | Totale | Totale | Totale |
| Competizione           | %Vittorie | G       | V       | N       | P       | Pf      | Ps      | G            | V            | N            | P            | Pf           | Ps           | G      | V      | N      | P      | Pf     | Ps     |
| ---------------------- | --------- | ------- | ------- | ------- | ------- | ------- | ------- | ------------ | ------------ | ------------ | ------------ | ------------ | ------------ | ------ | ------ | ------ | ------ | ------ | ------ |
| ED - Stagione regolare | .750      | 4       | 2       | 0       | 2       | 75      | 76      | 4            | 4            | 0            | 0            | 100          | 79           | 8      | 6      | 0      | 2      | 175    | 155    |
| ED - Playoff           | .000      | 0       | 0       | 0       | 0       | 0       | 0       | 1            | 0            | 0            | 1            | 20           | 27           | 1      | 0      | 0      | 1      | 20     | 27     |
| Totale                 | .667      | 4       | 2       | 0       | 2       | 75      | 76      | 5            | 4            | 0            | 1            | 120          | 106          | 9      | 6      | 0      | 3      | 195    | 182    |